# Friedrich Troschel
Friedrich Heinrich Gustav Troschel (* 17. April 1765 in Berlin; † 18. Juli 1832 in Tiefenfurth bei Bunzlau) war ein preußischer Verwaltungsjurist und Vizepräsident der Regierung in Reichenbach im Eulengebirge und später in Liegnitz.
1805 wirkte Troschel als Kriegs- und Domänenrat der neumärkischen Kammer und war zuvor unter anderem Notar sowie Justizbürgermeister in Berlin.